# Ташмагамбетов, Хаким Джангозинович
Хаким Джангозинович Ташмагамбетов (1914, Аул №19, Семипалатинская область — неизвестно) — советский профсоюзный, партийный и комсомольский деятель. Почётный гражданин Астаны.

## Биография
Хаким Ташмагамбетов родился в 1914 году в ауле №19 Баянаульской волости Павлодарского уезда Семипалатинской области (сейчас территория Павлодарской области Казахстана).
В 1932 году окончил два курса Казахстанского педагогического училища в Петропавловске. В 1932—1935 годах окончил Казахстанскую высшую школу профсоюзного движения в Алма-Ате.
В 1935 году был председателем рабочего комитета профсоюза мясосовхоза «Ульгули-Мальши» в Восточно-Казахстанской области, в 1936 году — мясосовхоза «Байгунус» в Максимо-Горьковском районе Павлодарской области, в 1935—1936 годах — Павлодарского скотоводческого треста.
В 1936—1937 годах работал старшим инспектором Павлодарского районного отдела народного образования.
В 1937—1938 годах был директором Павлодарского областного кинотреста.
В 1938 году заведовал сектором политического просвещения Павлодарского областного отдела народного образования.
В 1938—1939 годах учился в Высшей школе пропагандистов при ЦК КП Казахской ССР в Алма-Ате. В 1940 году вступил в ВКП(б).
В 1939—1940 годах был заведующим отделом пропаганды и агитации Гурьевского обкома ЛКСМ Казахской ССР, в 1940—1941 годах — секретарём по пропаганде и агитации Акмолинского обкома ЛКСМ Казахской ССР, в 1941—1942 годах — инструктором отдела пропаганды и агитации Акмолинского обкома КП Казахской ССР, в 1942—1943 годах — заместителем заведующего тем же отделом.
В июне 1943 года был назначен первым секретарём Акмолинского обкома ЛКСМ Казахской ССР.
4 июля 1980 года совместным постановлением Целиноградского горкома КП Казахской ССР и исполкома Целиноградского городского Совета народных депутатов был удостоен звания почётного гражданина Целинограда.
Участвовал в освоении целины.
Дата смерти неизвестна.